# Points de suspension
Les points de suspension sont représentés par trois points alignés horizontalement au niveau de la ligne de base d’écriture : classiquement par la suite de trois fois le caractère « point » ‹ ... › ou par le caractère unique « points de suspension » ‹ … ›,.
Selon l’usage en français et espagnol, ‹ ... ›, les trois points se suivent sans espace afin de former les points de suspension d’une largeur théorique d’un cadratin. Parfois en anglais, les trois points sont séparés à l’aide d’une espace insécable : . . .,. Le caractère unique ‹ … › ne correspond parfois pas à l’usage dans une langue ou dans un contexte selon la police de caractère utilisée,.

## En français

### Usage
Les points de suspension peuvent marquer la fin d’un énoncé alors que la phrase n’est pas complète ; cela indique au lecteur que la phrase précédente aurait pu être poursuivie. La phrase précédente peut même être grammaticalement incorrecte.
Ils peuvent aussi être utilisés :
- comme un procédé rhétorique laissant la fin de la phrase en sous-entendu ;
- comme une figure de style indiquant une rupture ou une suspension du discours appelée aposiopèse ;
- comme une figure de style marquant une omission volontaire à fins de raccourci appelée ellipse ;
- dans un discours rapporté :
  - lorsqu’une phrase est interrompue, par exemple par l’intervention d’une autre personne,
  - pour représenter l’hésitation,
  - pour représenter des grossièretés que l’on ne souhaite pas écrire explicitement ;
- sollicitation de l’imagination du lecteur ;
- à la fin de listes non exhaustives : « … » a la même valeur que « , etc. » (« etc… » est une forme erronée, bien que répandue)[9] ;
- pour signaler l’absence de réponse ou de commentaire ;
- pour représenter le silence.

Pour indiquer un passage coupé dans une citation, on emploie les points de suspension entre crochets, « […] », ou entre parenthèses, « (…) » : le Lexique des règles typographiques en usage à l'Imprimerie nationale préconise l’usage des crochets en précisant qu’il n’y a pas d’espace entre les crochets et le signe de ponctuation « […] », mais plusieurs autres guides invitent à utiliser les parenthèses,,.

### Usage combiné
Les points de suspension peuvent se combiner avec un point d’exclamation ou d’interrogation si une ellipse est combinée avec une exclamation ou une question.
La lettre J’accuse avait donné comme manchette de journal « J’accuse…! ». Hergé utilisait beaucoup cette forme : dans un album des Aventures de Tintin comme Objectif Lune, presque toutes les bulles de dialogue finissent par des points de suspension, parfois précédés d’un point d’interrogation ou d’exclamation (« Monsieur va bien ?… »),.
Dans ce cas, l’usage est très hésitant sur la typographie à adopter pour le troisième et quatrième signe d’un point de suspension (par exemple, le titre de la série Avez-vous déjà vu..? ou la manchette précitée « J’accuse…! »). L’usage hésite aussi sur la place d’une espace entre le troisième et le quatrième point : (« es-tu… ? »).
L’Office québécois de la langue française recommande d’utiliser le signe double comme quatrième point et de ne pas mettre d’espace (« es-tu…: »). Il mentionne la possibilité de placer le point d’exclamation ou d’interrogation avant ou après, sans préciser la nuance que cela apporte. Jean-Pierre Lacroux préconise pour sa part d'insérer une espace entre les points de suspension et le signe double (« … ! »), mais pas entre le signe double et les points de suspension (« !… »), ajoutant que ce type de ponctuation double est généralement superflu. Il explique également que l'ordre des points ne servirait qu'à indiquer l'endroit où l'on suspend l'énoncé — avant ou après l'interrogation ou l'exclamation —, arguant toutefois qu'il est plus fréquent de laisser une exclamation ou une question en suspens plutôt que l'inverse. D’autres sources considèrent simplement que les points de suspension sont censés être employés seuls.
Lorsque les points de suspension se retrouvent après un sigle ou une abréviation marquée d'un point, Jean-Pierre Lacroux recommande de confondre le point avec les points de suspension, cela afin de ne pas avoir quatre points d'affilée (« S.N.C.F… » et non « S.N.C.F.… »).
Les points de suspension peuvent se combiner avec une barre oblique, sous la forme « …/… » et figurer alors en bas et à droite d’un document comprenant plusieurs pages, sans indication de pagination, pour indiquer que le document se poursuit,.

### Normes typographiques
Le caractère « points de suspension » n’est pas précédé d’une espace mais est suivi par une espace.
L’utilisation classique des points de suspension est de la forme typographique sans blanc ; ils sont suivis d’une espace justifiante normale :
- ils ne sont jamais précédés de virgule ou point-virgule ;
- ils ne sont jamais précédés d’une espace, sauf s’ils sont utilisés en remplacement d’un mot ou d’un groupe de mots, dans ce cas ils sont alors précédés et suivis de l’espacement normal ;
- tenant lieu de fin de phrase, ils sont collés à la dernière lettre.

Lorsque les points de suspension marquent la fin d’une phrase, ils sont suivis d’une majuscule. Mais ils peuvent également marquer une simple interruption dans la phrase, par exemple s’ils expriment une hésitation. Dans ce cas, ils jouent un rôle grammatical équivalent au point-virgule, et donc la reprise de phrase qui suit se fait sans majuscule.

## En anglais
Les mêmes remarques sur l’usage et les majuscules à placer ou non s’appliquent. En revanche, ceux qui suivent le code typographique américain réputé, The Chicago Manual of Style, ou le manuel typographique de l’Oxford University Press, se distinguent sur plusieurs points des usages en français :
- il y a une espace insécable devant et derrière chaque point : on écrit « But . . . he is my friend! » (« Mais… c’est mon ami ! ») ;
- les points de suspension n’absorbent pas le point normal (point final, point d’abréviation). En conséquence, si on achève un paragraphe par des points de suspension, on place quatre points, mais sans espace avant le premier ;
- quand un personnage se fait couper la parole, on utilise un tiret, les points de suspension étant réservés à l’interruption volontaire d’une phrase.

L’introduction des films Star Wars a conservé après traduction les quatre points : « Il y a bien longtemps dans une galaxie lointaine, très lointaine.... » Toute la saga, dans toutes les langues, a repris cette particularité.

## En chinois
En chinois, ce caractère ‹ …… › s’écrit par six points formant les points de suspension. Il occupe la place de deux caractères (en pleine chasse). Voir ponctuation chinoise.

## Imprimerie et informatique
Classiquement, les points de suspension sont imprimés exactement comme trois points d’affilée. En informatique, le standard ASCII et d’autres codages couvrant plus de langues comme l’ISO/CEI 8859 ne disposaient pas de caractère unique pour les points de suspension, l’utilisation de points successifs convenant parfaitement comme dans l’imprimerie. Cependant sur les anciennes machines à écrire (utilisant des caractères à chasse fixe) rendait l’impression de points successifs assez déplaisant à cause de leur espacement excessif. Ainsi sont apparus les points de suspension en tant que caractère unique (alors qu’il n’était pas nécessaire en imprimerie classique). Cet usage s’est perpétué à l’informatique sur les premiers terminaux qui utilisaient encore l’impression à chasse fixe comme dispositif de sortie, puis sur les premiers terminaux d’affichage non graphiques, puis dans les anciens jeux de caractères codés sur 8 bits.
Un caractère unique représente les points de suspension dans des jeux de caractères comme Windows-1252 (à partir de la version utilisée dans Windows 3.1), MacRoman, ou certains codages CJC, et, par compatibilité avec ceux-ci, Unicode (U+2026). Dans certaines polices, le caractère affiché est beaucoup plus serré ou plus espacé que les trois points. Les logiciels de traitement de texte comme Microsoft Word et les dernières versions d’OpenOffice Writer ou de LibreOffice, ainsi que la correction d’orthographe automatique de macOS, remplacent automatiquement trois points d’affilée ‹ ... › par le caractère unique ‹ … › ; mais cette substitution automatique peut être indésirable si les polices utilisées pour faire le rendu final ne disposent pas de ce caractère et il est donc possible de la désactiver dans ces logiciels.
En HTML, le caractère unique points de suspension est représenté par l'entité &hellip;. On peut utiliser le caractère points de suspension ‹ … › directement dans le code HTML lorsque celui-ci est en UTF-8.
Dans LaTeX, les points de suspension peuvent s’obtenir par \dots, cependant les points sont espacés pour l’usage anglais et les trois points successifs peuvent être préférables en français ou en espagnol. Dans l’environnement mathématique ($…$ ou \[…\]), on peut utiliser la commande \ldots ; on peut également utiliser des points médians pour les points de suspension ainsi que des alignements verticaux et diagonaux, par exemple pour des matrices, avec les commandes \cdots ({\displaystyle \cdots }), \vdots ({\displaystyle \vdots }) et \ddots ({\displaystyle \ddots }).
Sur clavier bépo, le point de suspension s’obtient avec la combinaison AltGr + .. Sur le clavier AZERTY sur Mac, touche option + « ; ».
Les points obtenus par points normaux successifs restent les plus utilisés, parfois mieux espacés et plus simples à obtenir au clavier que le caractère unique.

### Utilisation dans une interface graphique
Dans de nombreuses interfaces graphiques, les points de suspension sont conventionnellement ajoutés derrière le libellé d'un bouton de commande ou d'un point de menu pour indiquer que celui-ci mène à une action qui n'est pas immédiate, mais qui impose à l'utilisateur de compléter sa demande, généralement en encodant des informations supplémentaires. C'est ainsi qu'un bouton libellé « Imprimer » annonce le déclenchement direct de l'impression, tandis qu'un bouton libellé « Imprimer... » indique à l'utilisateur qu'il passera par une étape intermédiaire où il pourra paramétrer l'impression à déclencher, avant de la déclencher.

## En mathématiques
Les points de suspension sont utilisés pour alléger ou raccourcir les notations. Ils peuvent être représentés horizontalement (‹ … ›, ‹ ⋯ ›), verticalement (‹ ⋮ ›) ou obliquement (‹ ⋰ ›, ‹ ⋱ ›) par exemple dans des matrices. Ils ne dénotent pas une absence ou un manque, mais au contraire une énumération d’objets entièrement déterminés par l’ensemble des symboles qui les entourent. Le lecteur averti est capable sans difficulté de comprendre comment construire, sans risque d’ambiguïté, les éléments mis en ellipse, à partir de leur contexte.

### Articles
- (es) Javier Bezos, « Tipografía española con TeX », TeXemplares, no 3,‎ 2002 (lire en ligne).
- Pedro Uribe Echeverria, « Points d’exclamation et de suspension: cris et chuchotements », L’Express.fr,‎ 30 juillet 2009 (lire en ligne).

### Ouvrages
- Lexique des règles typographiques en usage à l’Imprimerie nationale, Paris, Imprimerie nationale, 1990, 196 p. [détail des éditions] (ISBN 2-11-081075-0), réédition 2002  (ISBN 2-7433-0482-0), réimpressions octobre 2007 et novembre 2008, 197 p.  (ISBN 978-2-7433-0482-9).
- Manuel de typographie française élémentaire, 8e édition, La Fresquière, Atelier Perrousseaux éditeur, 2005, 126 p. (ISBN 978-2-911220-00-5).
- [André 2013] Jacques André, Petites leçons de typographie, 6 octobre 2013 (lire en ligne).
- Patrick Andries, Unicode 5.0 en pratique : codage des caractères et internationalisation des logiciels et des documents, Paris, Dunod, 2008, 399 p. (ISBN 978-2-10-051140-2).
- Claude Kannas, Bescherelle, L’orthographe pour tous : Ouvrage de référence sur l’orthographe française, Hatier, 2013, 320 p. (ISBN 978-2-218-97388-8 et 221897388X, lire en ligne).
- Vincent Lozano, Tout ce que vous avez toujours voulu savoir sur LaTeX sans jamais oser le demander, Cergy-Pontoise, In Libro Veritas, 2008, 313 p. (ISBN 978-2-35209-149-3, lire en ligne).
- (en) Robert M. Ritter, The Oxford Guide to Style, Oxford, Oxford University Press, 2002, 623 p. (ISBN 978-0-19-869175-4).
- Travaux publics et Services gouvernementaux Canada, Le guide du rédacteur, Bureau de la traduction, 2015 (lire en ligne).
- (en) Unicode Consortium, The Unicode Standard, 2012 (lire en ligne).